# 京都府庁
京都府庁（きょうとふちょう、英: Kyoto Prefectural government）は、地方公共団体である京都府の行政機関（役所）である。首長は京都府知事。

## 沿革
1868年6月19日（慶応4年閏4月29日）、京都東町奉行所跡にあった京都裁判所を京都府と定めて開庁した。
- 1868年 - 京都府発足
- 1869年 - 庁舎を現在地の軍務官役所跡に移転
- 1871年 - 庁舎を二条城に移転
- 1876年 - 現在の京都府域がほぼ確定
- 1885年 - 庁舎を現在地に再移転
- 1898年 - 京都府知事による京都市長兼務（市制特例・1889年～）終了
- 1947年 - 公選による最初の京都府知事着任
- 1948年 - 公安委員会と教育委員会を設置

京都府章

- 1956年 - 財政再建団体に指定
- 1960年 - 自動車取得税を創設
- 1976年 - 府章、府旗を制定

## 財政

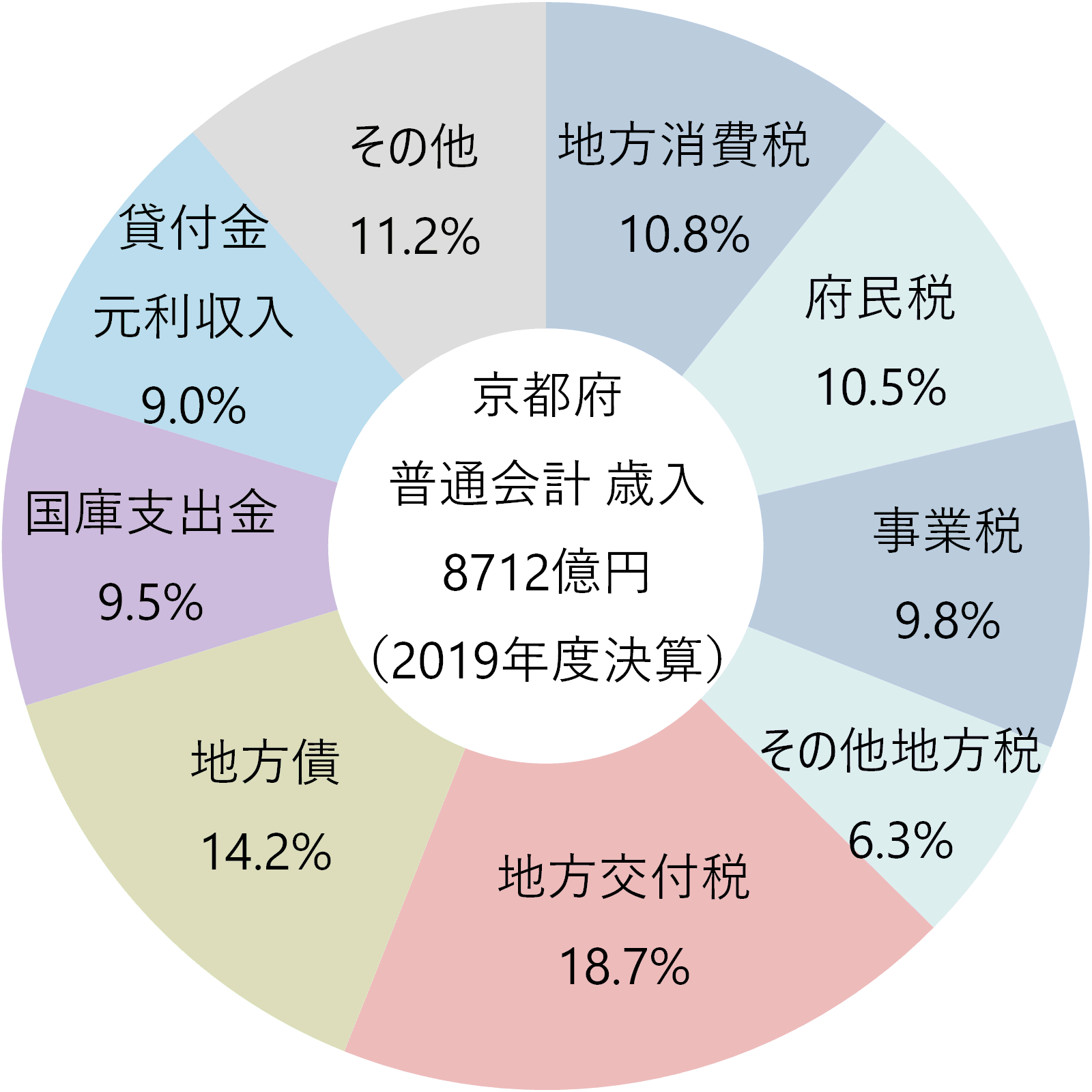
歳入の内訳構成比

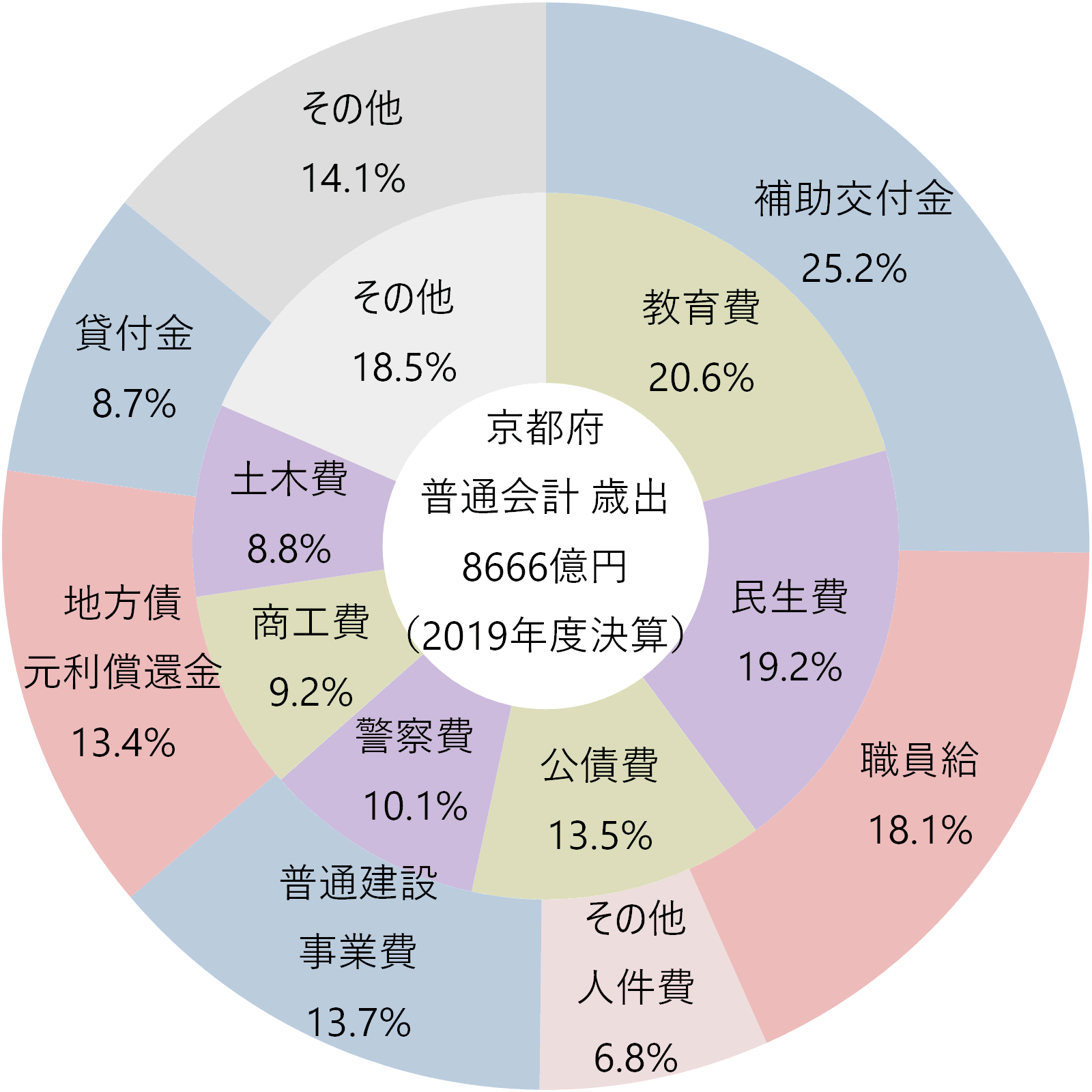
歳出の内訳構成比（目的別・性質別）

歳入は約6割が府税、地方交付税などの一般財源となっている。歳出は人件費、公債費などの義務的経費が約3割を占める。2024年度の一般会計の歳入総額は1兆876億円であり、府債残高は年度末で2兆3383億円、その内に9160億円の臨時財政対策債を含む。
平成28年度
- 財政力指数 - 0.58[6]

平成19年度
- 財政力指数 - 0.59
  - Iグループ（財政力指数0.5以上）17自治体中9位
- 標準財政規模 - 4983億0600万円
- 一般会計歳入 - 8493億0600万円
- 一般会計歳出 - 8469億7600万円

平成18年度
- 財政力指数 - 0.54
  - Iグループ（財政力指数0.5以上）16自治体中10位
- 標準財政規模 - 4699億6000万円
- 一般会計歳入 - 8450億3800万円
- 一般会計歳出 - 8426億4500万円
- 経常収支比率 - 96.5% （都道府県平均 92.6%）
- 実質公債費比率 - 10.7% （都道府県平均 14.7%）
- 人口1人当たり地方債現在高 - 52万5751円（都道府県平均 62万2416円）
  - 平成25年度には府債残高を減少させる計画
- 人口1人当たり人件費・物件費等決算額 - 12万7349円（都道府県平均 12万4759円）
  - 教職員と警察職の職員数が全体の約75%である
- 人口100,000人当たり職員数 - 1,152.02人（都道府県平均 1,173.11人）
- ラスパイレス指数 - 100.2（都道府県平均 99.6）

地方債等の残高
- 普通会計分の地方債現在高 - 1兆3471億2200万円
- 上記以外の特別会計分（公営事業分）の地方債（企業債）現在高 - 938億8900万円
- 第3セクター等の債務残高 - 534億7200万円
  - おもな内訳：京都府土地開発公社 - 137億9800万円、京都府道路公社 - 176億7200万円

地方債等の残高合計 - 1兆4944億8300万円（連結会計）
- 京都府民1人当たり地方債等残高 - 56万7081円（連結会計）

平成17年度
- 財政力指数 - 0.48
  - IIグループ（財政力指数0.4以上、0.5未満）8自治体中3位

平成16年度
- 財政力指数 - 0.48
  - IIグループ（財政力指数0.4以上、0.5未満）10自治体中3位

### 予算・決算
| 年度   | 一般会計歳入 | 一般会計歳入 | 一般会計歳入   | 府債残高 | 府債残高       | 基金残高 |
| 年度   | 合計         | 府債         |                | 合計     | 臨時財政対策債 | 基金残高 |
| 年度   | 合計         | 府債         | 臨時財政対策債 | 合計     | 臨時財政対策債 | 基金残高 |
| ------ | ------------ | ------------ | -------------- | -------- | -------------- | -------- |
| 2015年 | 989          | 134          | 61             | 2,076    | 744            | 170      |
| 2016年 | 943          | 121          | 48             | 2,139    | 781            | 180      |
| 2017年 | 922          | 111          | 49             | 2,189    | 817            | 205      |
| 2018年 | 877          | 118          | 46             | 2,238    | 859            | 223      |
| 2019年 | 906          | 124          | 38             | 2,292    | 893            | 245      |
| 2020年 | 1,221        | 131          | 37             | 2,345    | 918            | 263      |
| 2021年 | 1,357        | 117          | 48             | 2,386    | 945            | 330      |
| 2022年 | 1,211        | 78           | 17             | 2,361    | 922            | 331      |
| 2023年 | 1,080        | 71           | 10             | 2,365    | 928            | 379      |
| 2024年 | 1,088        |              |                | 2,339    | 916            | 410      |
| 2025年 | 1,030        |              |                | 2,343    |                |          |

## 組織
組織は地方自治法に基づき、京都府部制設置条例、京都府行政機関設置条例、京都府組織規程、京都府附属機関設置条例などにより定められている。
- 知事
  - 副知事
    - 知事部局
      - 広域振興局 - 山城広域振興局、南丹広域振興局、中丹広域振興局、丹後広域振興局
      - 知事直轄組織 - 秘書課、広報課、国際課、職員総務課、人事課、総務事務センター、会計課
      - 危機管理部 - 危機管理総務課、災害対策課、原子力防災課、消防保安課
      - 総務部 - 総務調整課、政策法務課、財政課、税務課、自治振興課、入札課、府有資産活用課
      - 総合政策環境部 - 総合政策室、地域政策室、政策環境総務課、万博・地域交流課、情報政策課、デジタル政策推進課、企画統計課、大学政策課、脱炭素社会推進課、循環型社会推進課、自然環境保全課、環境管理課
      - 文化生活部 - 人権啓発推進室、文化政策室、文化生活総務課、文化芸術課、スポーツ振興課、文教課、安心・安全まちづくり推進課、男女共同参画課、府民総合案内・相談センター、消費生活安全センター、生活衛生課
      - 健康福祉部 - こども・子育て総合支援室、健康福祉総務課、高齢者支援課、医療保険政策課、リハビリテーション支援センター、地域福祉推進課、障害者支援課、家庭・青少年支援課、健康対策課、医療課、薬務課
      - 商工労働観光部 - 労働政策室、観光室、産業労働総務課、中小企業総合支援課、産業振興課、染織・工芸課、産業立地課、経済交流課、文化学術研究都市推進課、雇用推進課、人材育成課
      - 農林水産部 - 農政課、農村振興課、経営支援・担い手育成課、流通・ブランド戦略課、農産課、畜産課、水産課、林業振興課、森の保全推進課
      - 建設交通部 - 監理課、指導検査課、用地課、道路計画課、道路建設課、道路管理課、交通政策課、河川課、砂防課、都市計画課、建築指導課、住宅課、営繕課、公営企業経営課、水道政策課、下水道政策課
        - 港湾局 - 港湾企画課、港湾施設課。舞鶴港に関連する業務を一元化した組織で、商工労働観光部と建設交通部を上部組織として持つ。港湾課と港湾事務所などの業務が統合されて2017年に舞鶴市に開設された[11]。

### 広域振興局

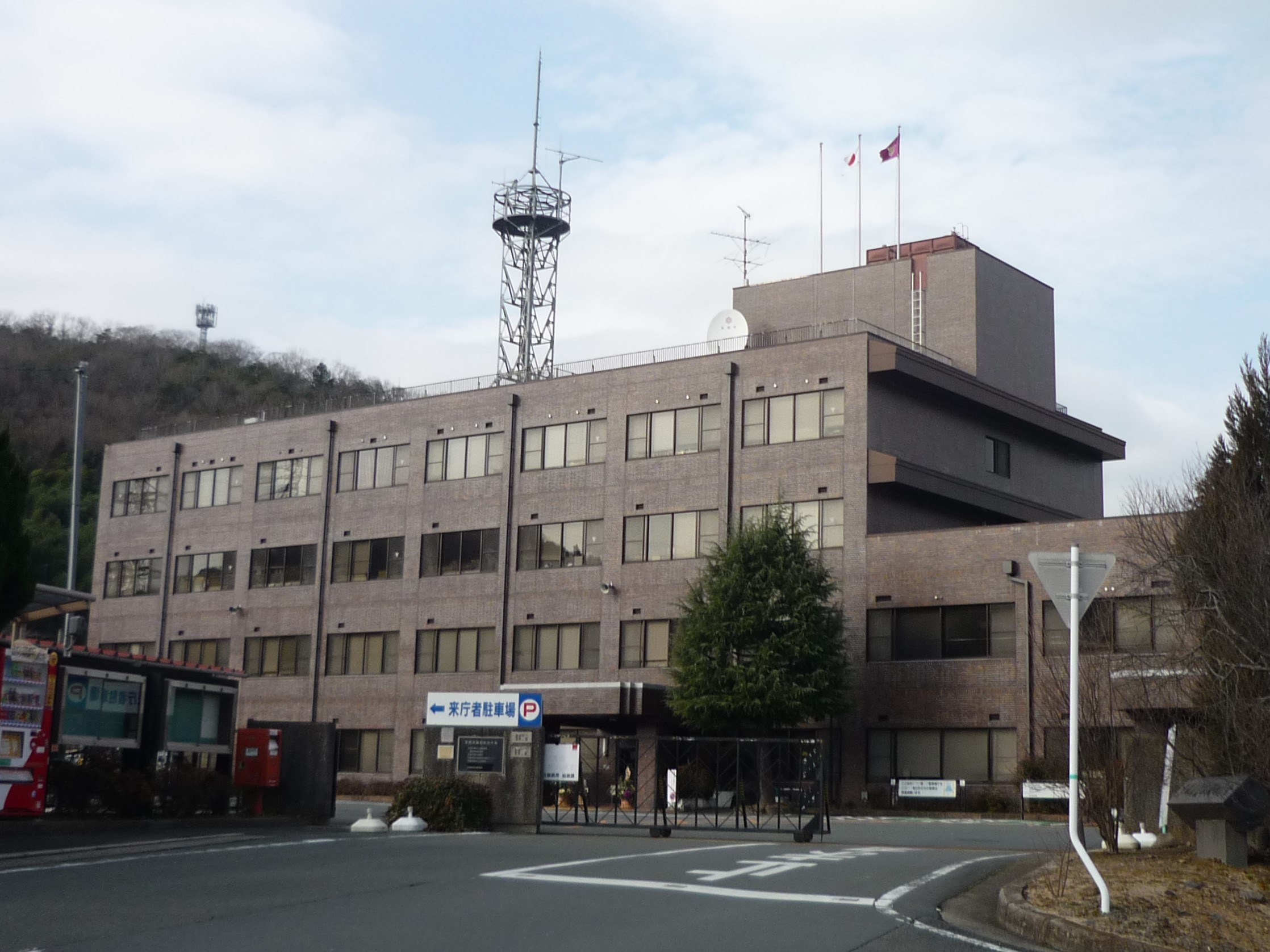
南丹広域振興局が入居する園部総合庁舎（京都府南丹市）

南北に長い京都府では従来、京都市を除く12の地域に地方振興局を設置し、地域にあった振興策を策定していたが、社会情勢の大きな変化により、2004年（平成16年）5月に地域の中核都市に地方振興局を集約、4の広域振興局体制に再編した。また今までの権限を強化するとともに、特定非営利活動法人（NPO法人）の認証や大規模小売店舗の届出確認など府から新たな権限を委譲するなど機能強化が図られている。
- 山城広域振興局 - 庁舎所在地：宇治市
- 南丹広域振興局 - 庁舎所在地：亀岡市
- 中丹広域振興局 - 庁舎所在地：舞鶴市
- 丹後広域振興局 - 庁舎所在地：京丹後市

### 行政委員会
- 選挙管理委員会
- 監査委員
- 人事委員会
- 労働委員会
- 海区漁業調整委員会
- 内水面漁場管理委員会
- 収用委員会
- 教育委員会
- 公安委員会 - 警察本部

なお、府営の上下水道などの地方公営企業は建設交通部が管掌する。この他、企画調整機関として、行政経営改革推進本部、人権啓発調整会議が組織されている。
一部で関西広域連合の広域観光・文化・スポーツ振興局などの職務を兼ねている。

## 関連団体
京都府の出資比率が4分の1以上の法人またはそれに準じる外郭団体は、2024年時点で次の通り。
- 京都府道路公社

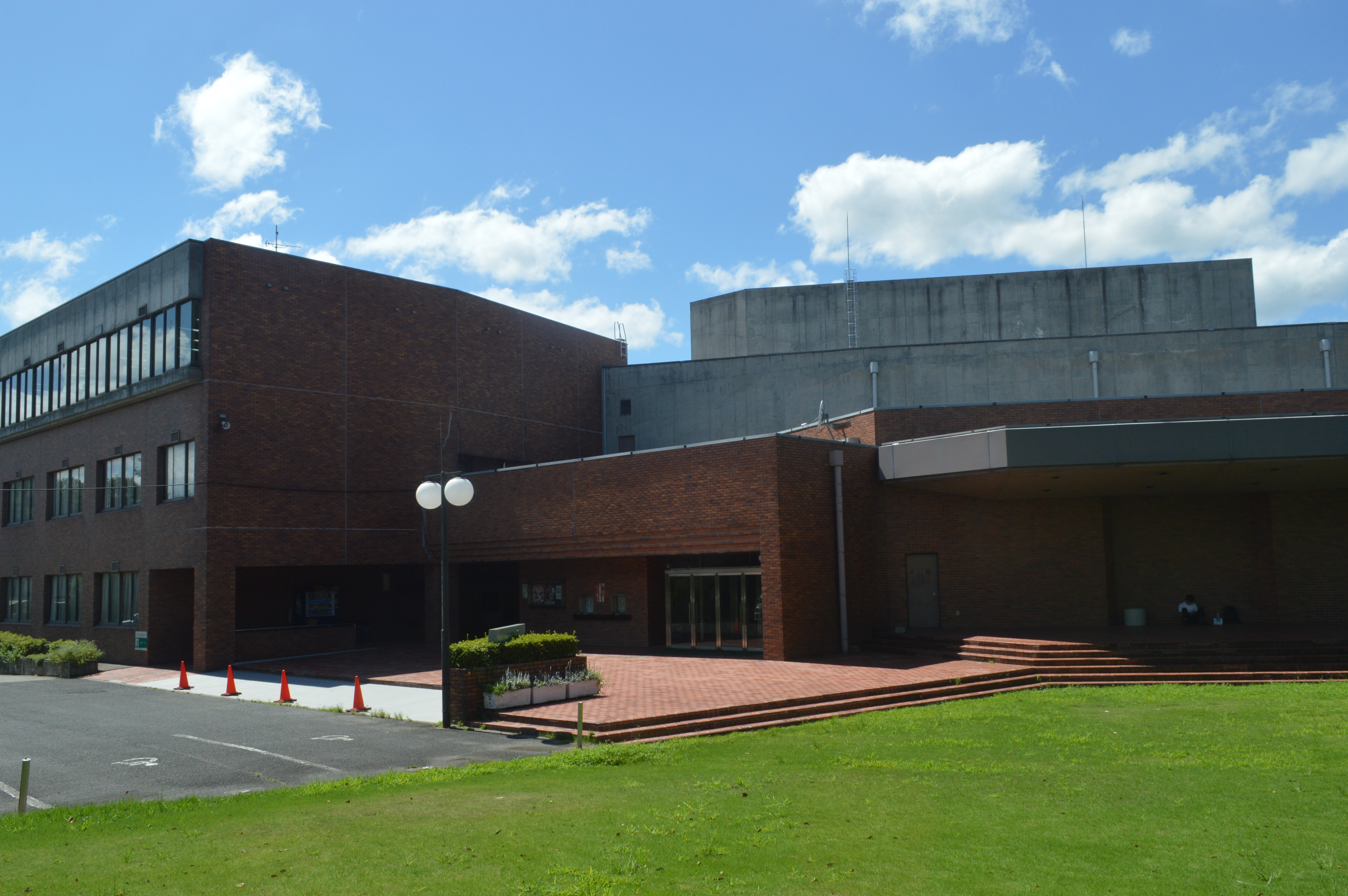
京都府丹後文化会館

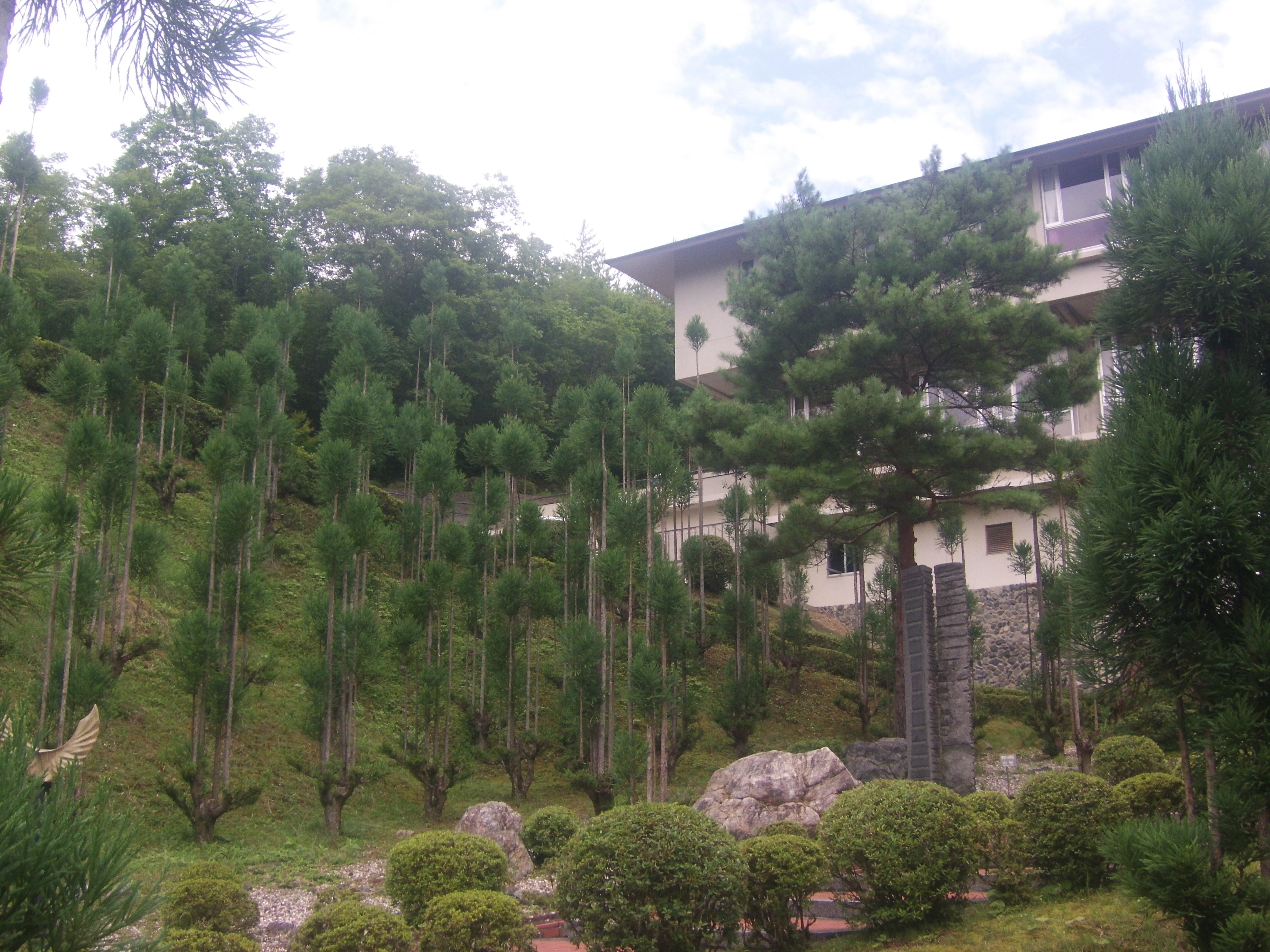
あうる京北

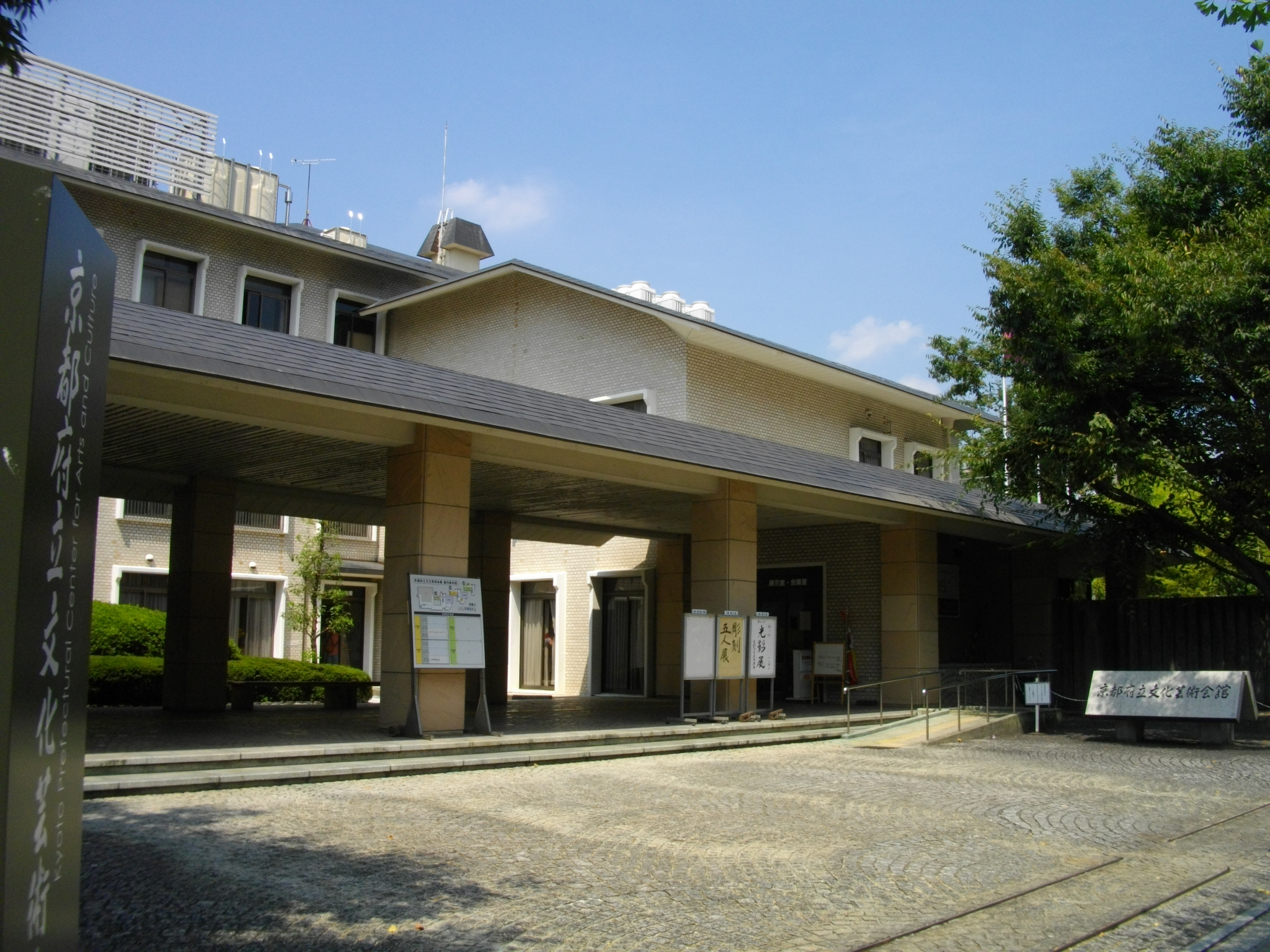
京都府立文化芸術会館

- 京都府国際センター - 留学生・日本語学習・国際交流の支援
- 京都山城地域振興社 - お茶の京都DMO
- 森の京都地域振興社 - 森の京都DMO
- 京都府土地開発公社 - 公有地の先行取得
- 京都府社会福祉事業団 - 福祉施設の管理運営
- 京都府公園公社 - 山城総合運動公園・伏見港公園・府民スポーツ広場（wikidata）（みどりが丘）の運営
- 京都府住宅供給公社 - 堀川団地等の公営住宅の管理・整備
- 京都府埋蔵文化財調査研究センター - 埋蔵文化財の調査・活用
- 京都府畜産振興協会 - 畜産農家の支援
- 京都府民総合交流事業団 - 京都府民総合交流プラザ（wikidata）（京都テルサ）の運営
- 丹後王国食のみやこ
- 京都森林経営管理サポートセンター
- 京都技術サポートセンター - インフラ・構造物に関する検査・支援
- 京都府家畜畜産衛生指導協会 - 家畜の衛生についての指導
- 城南地域職業訓練協会 - 京都府立城南勤労者福祉会館の運営
- 舞鶴21
- 北近畿タンゴ鉄道
- 世界人権問題研究センター - 人権問題に関する調査・広報
- 京都府暴力追放運動推進センター - 暴力団員の不当行為に対する予防支援
- 京都SKYセンター - 高齢者の活動支援
- 京都林業労働支援センター - 林業労働者への共済事業
- 京都府総合見本市会館（京都パルスプラザ）
- 京都府丹後文化事業団 - 京都府丹後文化会館の運営
- 京都府中丹文化事業団 - 京都府中丹文化会館の運営
- 京都府長岡京記念文化事業団 - 京都府長岡京文化会館の運営
- 京都ゼミナールハウス - 京都府立ゼミナールハウス（あうる京北）の運営
- 京都文化財団 - 京都文化博物館・京都府立文化芸術会館（wikidata）・京都府立府民ホール（アルティ）・堂本印象美術館の運営
- 京都産業21 - 中小企業支援センター、けいはんなオープンイノベーションセンターの運営
- 京都府生活衛生営業指導センター - 生活衛生関係営業の指導
- 京都府農業会議 - 農業委員会ネットワーク機構、農地中間管理機構
- 京都府水産振興事業団 - 種苗供給、養殖技術の開発
- 京都総合食品センター - 京都府南部総合地方卸売市場の運営
- 関西文化学術研究都市推進機構
- 城陽砂利採取地整備公社 - 城陽市の砂利採取跡地の整備
- けいはんな
- 京都府公立大学法人